# مایکل فرین
مایکل فرِین (انگلیسی: Michael Frayn؛ زادهٔ ۸ سپتامبر ۱۹۳۳) نمایشنامه‌نویس، رمان‌نویس، فیلم‌نامه‌نویس، روزنامه‌نگار و نمایشنامه‌نویس اهل بریتانیا است که برندهٔ جوایزی همچون جایزه لارنس الیویه و جایزه امی شده‌است.

## آثار و تألیفات
از آثارش نمایشنامه‌های کپنهاگ و دموکراسی و نیز نمایش لوده‌بازی سكوت! (كه فرمان ساكت شدن عوامل صحنه پيش از آغاز اجرا است) را می‌توان نام برد.
نمایشنامه‌های «دموکراسی»، «کپنهاگ»، «عطسه» و «سال‌های خرها» از شاخص‌ترین آثار نمایشی وی هستند که برخی از آنها برنده جوایز وایت‌برد، تونی، حلقه منتقدان تئاتر لندن و نیویورک شده است. رمان‌های «مردان حلبی»، «جاسوس‌ها» و «مترجم روسی» از آثار داستانی فرین است که برای «مردان حلبی» جایزه سامراست موام و برای «جاسوس‌ها» جایزه وایت‌برد برای بهترین رمان سال ۲۰۰۲ و جایزه کشورهای مشترک‌المنافع را دریافت کرد.

## آثار ترجمه شده
از فرین این آثار به فارسی ترجمه و منتشر شده:
- رمان‌های «جاسوس‌ها» و «مترجم روسی» (ترجمه کیهان بهمنی، نشر چترنگ)
- نمایشنامه‌های «دموکراسی» (ترجمه امید مهرگان، نشر رخداد نو)
- «کپنهاگ» و «عطسه» (ترجمه حمید احیا و شهرام زرگر، نشر نیلا).[۹]